# Husayn ibn Ali

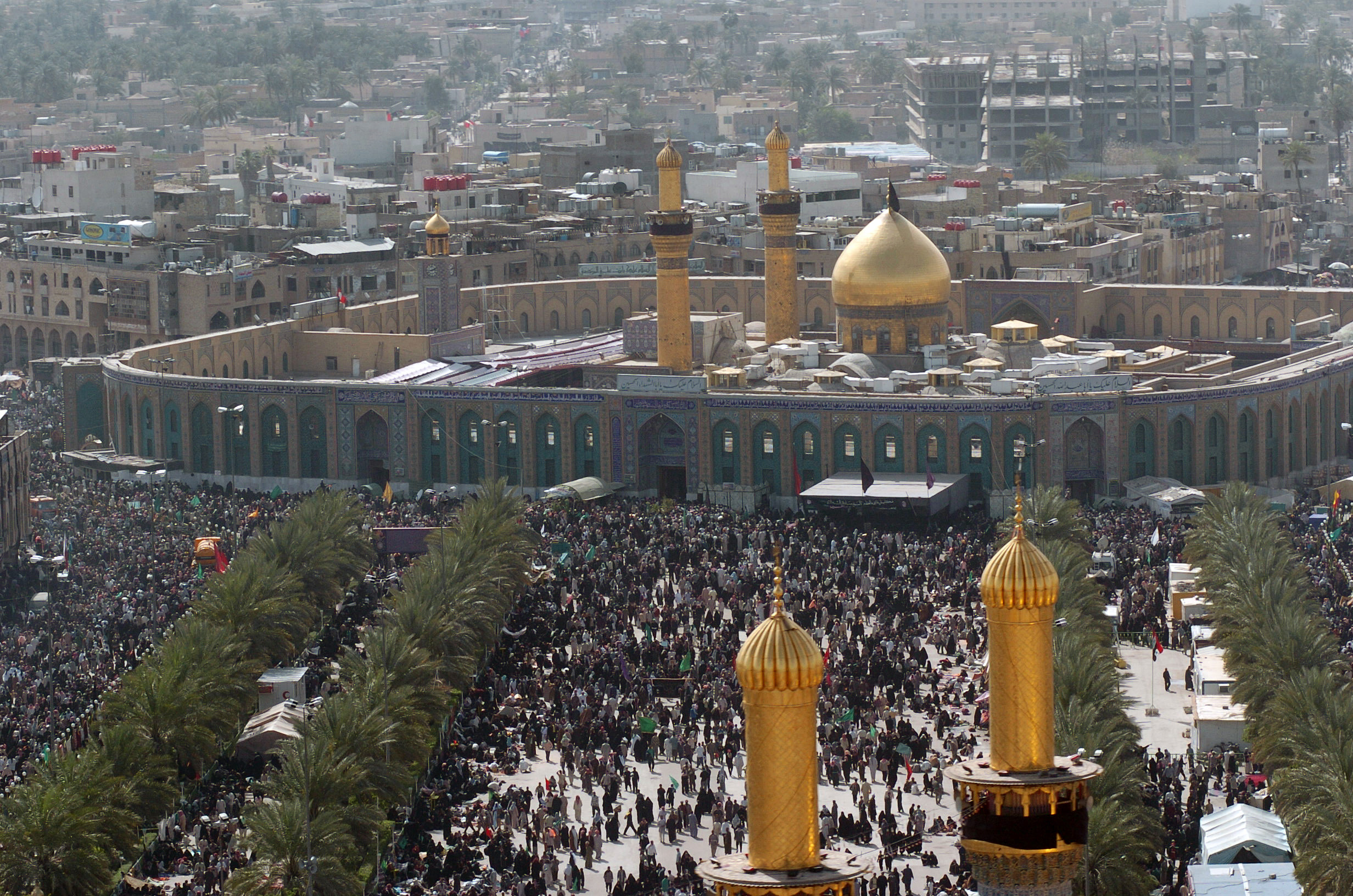
Imam Husayns helgedom i Karbala, Irak.

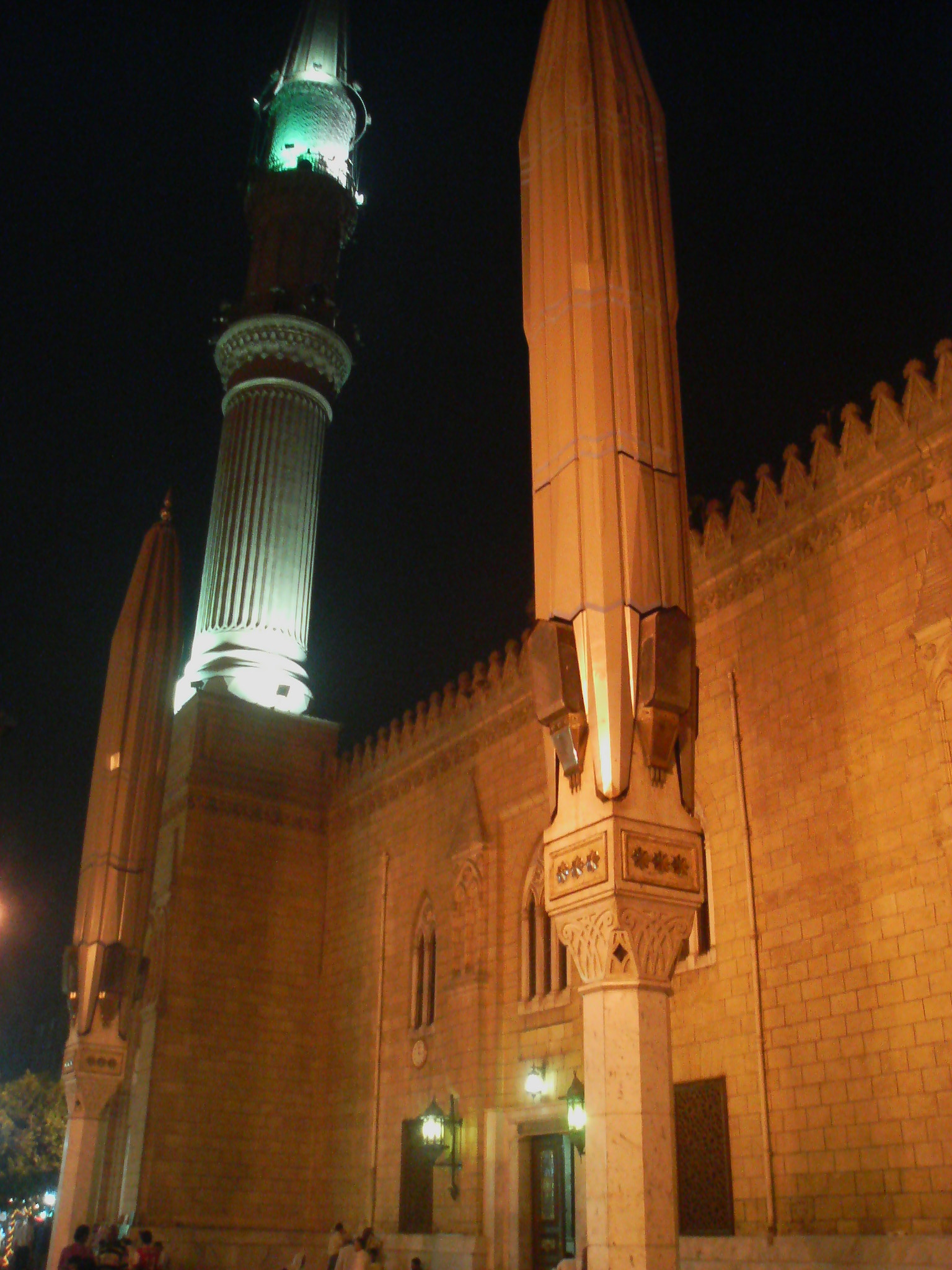
Imam Husayns moské i Kairo i Egypten, där det sägs att hans huvud finns begravet. Hela Egyptens sunnimuslimska gemenskap vördar helgedomen, men shiamuslimer förnekar det egyptiska påståendet och anser att Husayns huvud är begravet med hans kropp i Karbala.

Husayn ibn Ali ibn Abi Talib (arabiska: حسين بن علي بن ابي‌ طالب, Ḥusayn ibn ‘Alī ibn Abī Ṭālib), född omkring 626, död 10 oktober 680 i Karbala, var en islamisk martyr och sörjs vid den religiösa högtiden ashura. Han var shiaimam (den tredje enligt imamiterna och zayditerna men den andre enligt ismailiterna). Han var son till den islamiske profeten Muhammeds dotter Fatima.
Före hans död utsåg umayyad-härskaren Mu'awiya sin son Yazid till hans efterträdare, i motsats till Hasan-Muawiya-fördraget. När Muawiya dog 680 krävde Yazid att Husayn lovade honom trohet. Husayn vägrade att lova lojalitet till Yazid, även om det innebar att offra hans liv. Som en konsekvens lämnade han Medina, sin hemstad, för att ta sin tillflykt i Mecka i AH 60. Där skickade folket i Kufa säckar fyllda med tusentals brev till honom och bad honom om hjälp och lovade att de skulle tro honom. Så han reste mot Kufa tillsammans med en liten karavan av sina släktingar och anhängare,  efter att ha fått några gynnsamma indikationer, men nära Karbala fångades hans karavan av Yazids armé. Han dödades och halshöggs sedan i slaget vid Karbala den 10 oktober 680 (10 muharram 61 AH) av Yazids armé, tillsammans med de flesta av hans familj och följeslagare, inklusive Husayns sex månader gamla son, Ali al-Asghar, tillsammans med kvinnorna och barn som fångades.  Ilska vid Husayns död förvandlades till ett ropande rop som hjälpte till att undergräva umayyadkalifatets legitimitet, och slutligen dess störtning av den abbasidiska revolutionen.
Dramat vid Karbala återberättas flitigt varje år i muharram, och till minne av händelsen i Karbala genomförs varje år ceremonier av sorg och gråt i form av återberättande av händelsen, sorgevisor med mera, den 1 till 10 muharram. Husayns död framställs som ett offer som var nödvändigt för att säkerställa islams överlevnad.

## Under Abu Bakrs, Umars och Uthmans kalifat
Under Abu Bakrs och Umars kalifat var Husayn närvarande vid några evenemang som att vittna om historien om Fadak. Enligt en berättelse protesterade Husayn mot den andre kalifen när han satt på Muhammeds predikstol och höll ett tal, för att han satt på Muhammeds predikstol, och Umar avbröt också sin predikan och kom ner från predikstolen. Under Uthmans tid försvarade han Abu Dharr al-Ghifari, som hade predikat mot några av tyrannernas handlingar och skulle förvisas från Medina.
Enligt flera återberättelser bad Ali Hasan och Husayn att försvara den tredje kalifen under belägringen av Uthman och bära vatten till honom. Enligt Vaglieri, när Hasan gick in i Uthmans hus, var Uthman redan mördad. En annan rapport säger att Uthman bad om Alis hjälp. Ali skickade då Husayn som svar. Då frågade Uthman Husayn om han kunde försvara sig mot rebeller. Husayn nekade, så Uthman skickade tillbaka honom. Det berättas också att Uthmans kusin, Marwan ibn Hakam, har sagt till Husayn: "Lämna oss, din far hetsar folket mot oss, och du är här med oss!" Haeri skriver i Encyclopedia of the Islamic World: "Enligt vissa berättelser sårades Husayn eller Hasan i fallet med att försvara Uthman."

## Status i hadither

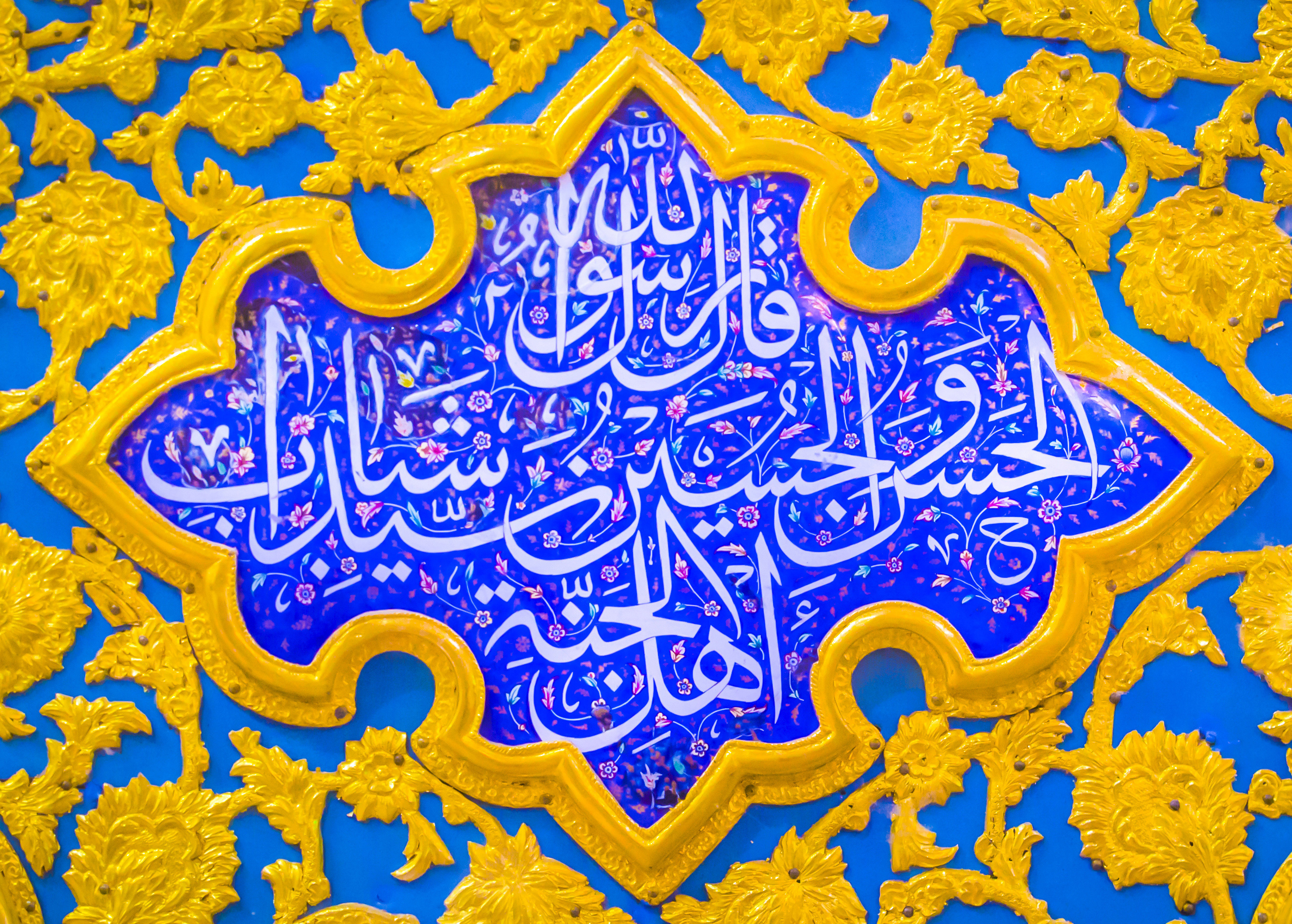
Hadith om att Hasan och Husayn är mästare för paradisets ungdomar i arabisk kalligrafi i Husayn ibn Alis helgedom.

Det har återberättats att imam Husayn höll ett tal en gång under vallfärden hajj för att avslöja kalifen Muawiya I och hans aktiviteter. Detta tal ägde rum 1-2 år före Muawiyas död, och flera stora personligheter bland följeslagarna och efterföljarna (tabi'in) närvarade under talet. I det talet frågade imamen deltagarna om vad den despotiske och tyranniske mannen (Muawiya) hade gjort mot dem (Ahl al-Bayt) och deras följare. Imamen bad de närvarande att skriva ned hans ord och att de skulle kalla sina folk till deras (Ahl al-Bayts) ledarskap.
Det har återberättats att profeten sa att Hasan och Husayn är paradisets ungdomars två mästare. Abdulla, son till Umar, sade att Iraks folk mördade Guds sändebuds dotterson, och att profeten sa att de två (Hasan och Husayn) är hans två rayhana (basilikor; doftande blommor) från denna värld. Det har även återberättats att profeten sa att Husayn tillhör hans Ahl al-Bayt, och att han bad till Gud om att Han skulle rengöra Ahl al-Bayt med en [fullständig] rening (i referens till Reningsversen i Koranen). I boken al-Mustadrak ala al-Sahihain har det nämnts att profeten sa att Gabriel kom till honom och informerade om att hans (profetens) nation snart skulle döda hans son (Husayn). Gabriel kom även till profeten med röd jord. Profeten grät efter att han fick höra nyheten om mordet.
De flesta shiitiska och sunnitiska korantolkare har gällande koranversen om det magnifika offret (al-Saffat, 107) sagt att det som menas med det magnifika offret är ett får. Enligt en tolkning kom fåret från paradiset, och att det var magnifikt eftersom Gud skickat det. En frågeställning som ställts är hur ett får kan vara ett magnifikt offer, då ordet magnifik (azim) har i Koranen använts för Gud, domedagen och Muhammeds uppförande. En annan tolkning som presenterats är att Husayn ibn Ali (en ättling till Abraham) är det magnifika offret med hänsyn till att Muhammed sagt att han är från Husayn i en hadith, och hur Husayn offrade sig i Slaget vid Karbala. I en shiitisk tafsirbok (Tafsir al-Safi) har Imam Reza i en återberättelse sagt att Husayn ibn Ali är vad som menas med "det stora offret". Enligt en återberättelse från Imam Reza ville Abraham hellre offra sin son (Ismael) istället för ett får för att visa sin lydnad till Gud. Abraham frågades då via en uppenbarelse vilken skapelse han älskar mest. Då sa han att han älskade Muhammed mest. Sedan frågades Abraham om han älskade Muhammeds ättling eller sitt barn mest, då Abraham svarade att han älskade Muhammeds ättling mest. Sedan frågades Abraham om han skulle bli mer sorgsen om Husayn dödades av fiender i förtryck eller om han själv offrade sin son. Abraham svarade att han skulle bli mer sorgsen om Husayn offrades. Då svarade Gud att Husayn skulle slaktas såsom ett får slaktas av en grupp som anser sig vara Muhammeds folk (umma). Därefter grät Abraham.

### Källhänvisningar
1. ↑  Али Зайн аль-Абидин, Islamskij entsiklopeditjeskij slovar'.[källa från Wikidata]
2. ↑  Betts, Robert Brenton (2013) (på engelska). The Sunni-Shi'a Divide: Islam's Internal Divisions and Their Global Consequences. Potomac Books, Inc. ISBN 978-1-61234-523-9. https://books.google.com/books?id=luSHLVR5XZUC&newbks=0&printsec=frontcover&pg=PT48&dq=husayn+head+cairo+egypt+buried&hl=sv. Läst 16 januari 2024
3. ↑  Rogerson  2004, s. 8.
4. ↑  Lings  2006, s. 212.
5. 1 2 3 4 5  ”ḤOSAYN B. ʿALI i. LIFE AND SIGNIFICANCE IN SHIʿISM”. 23 mars 2012. https://iranicaonline.org/articles/hosayn-b-ali-i. Läst 23 mars 2012.
6. ↑  ”Chapter 16: Muslim bin Aqeel: Imam Husayn’s Ambassador to Kufa” (på engelska). Al-Islam.org. 4 oktober 2015. https://www.al-islam.org/hidden-truth-about-karbala-ak-ahmed-bsc-bl/chapter-16-muslim-bin-aqeel-imam-husayns-ambassador-kufa. Läst 15 augusti 2021.
7. ↑  Haj Manouchehri 2013, s. 678
8. 1 2  Emadi Haeri 2009
9. ↑  Vaglieri 1960, s. 382
10. ↑  Vaglieri 1971, s. 241
11. ↑  Madelung 2004.
12. ↑  admin. ”Orsakerna till Ashura-revolten med Imam Husseins (fvmh) egna ord – Imam Hussein (fvmh)”. http://imamhussein.se/orsakerna-till-ashura-revolten-med-imam-husseins-fvmh-egna-ord/. Läst 27 mars 2020.
13. ↑  ”Hadith - Chapters on Virtues - Jami` at-Tirmidhi - Sunnah.com - Sayings and Teachings of Prophet Muhammad (صلى الله عليه و سلم)”. sunnah.com. Arkiverad från originalet den 28 februari 2020. https://web.archive.org/web/20200228161327/https://sunnah.com/urn/736500. Läst 5 april 2019.
14. ↑  ”Hadith - Book of Companions of the Prophet - Sahih al-Bukhari - Sunnah.com - Sayings and Teachings of Prophet Muhammad (صلى الله عليه و سلم)”. sunnah.com. https://sunnah.com/bukhari/62/100. Läst 5 april 2019.
15. ↑  ”آیا نام «ریحانه» نیز از نام‌ها و یا القاب حضرت فاطمه زهرا(س) می‌باشد؟ - گنجینه پاسخ ها” (på persiska). اسلام کوئست - مرجعی برای پاسخگویی به سوالات دینی، اعتقادی و شرعی. https://www.islamquest.net/fa/archive/question/fa76149. Läst 2 mars 2020.
16. ↑  ”Hadith - Chapters on Virtues - Jami` at-Tirmidhi - Sunnah.com - Sayings and Teachings of Prophet Muhammad (صلى الله عليه و سلم)”. sunnah.com. https://sunnah.com/urn/636700. Läst 5 april 2019.
17. ↑  ”الكتب - المستدرك على الصحيحين - كتاب معرفة الصحابة رضي الله تعالى عنهم - أول فضائل الحسين بن علي رضي الله عنهما- الجزء رقم2” (på arabiska). islamweb.net. https://islamweb.net/ar/library/index.php?page=bookcontents&ID=2051&idfrom=4685&idto=4685&flag=0&bk_no=74&ayano=0&surano=0&bookhad=0. Läst 2 mars 2020.
18. ↑  IslamKotob (på arabiska). زوائد ابن أبي شيبه على الكتب الستة من كتاب الأوائل والرد على أبي حنيفة وكتاب الفتن-دراسة وتخريج وتعليق. IslamKotob. https://books.google.com/books?id=_4ZGCwAAQBAJ&lpg=PT331&ots=_6FbVC13n-&dq=%D8%A7%D9%84%D8%AD%D8%B3%D9%8A%D9%86%20%D9%81%D8%A8%D9%83%D9%89%20%D8%B1%D8%B3%D9%88%D9%84%20%D8%A7%D9%84%D9%84%D9%87&hl=sv&pg=PT331#v=onepage&q=331&f=false. Läst 2 mars 2020
19. ↑  ”Tanzil - Quran Navigator | القرآن الكريم”. tanzil.net. https://tanzil.net/#trans/sv.bernstrom/37:107. Läst 2 juni 2021.
20. ↑  ”Qazavi S H, Qazavi S A Q. A Hermeneutic Attitude of the Verse: Then We Ransomed Him with a Tremendous Victim, with Regard to the Term Azim in the Holy Quran.”. Islamic Knowledge University. Arkiverad från originalet den 12 juli 2020. https://web.archive.org/web/20200712055144/http://tafsir.maaref.ac.ir/article-1-1204-fa.html. Läst 2 juni 2021.